# Verbindungsbahnbrücke (Wien)

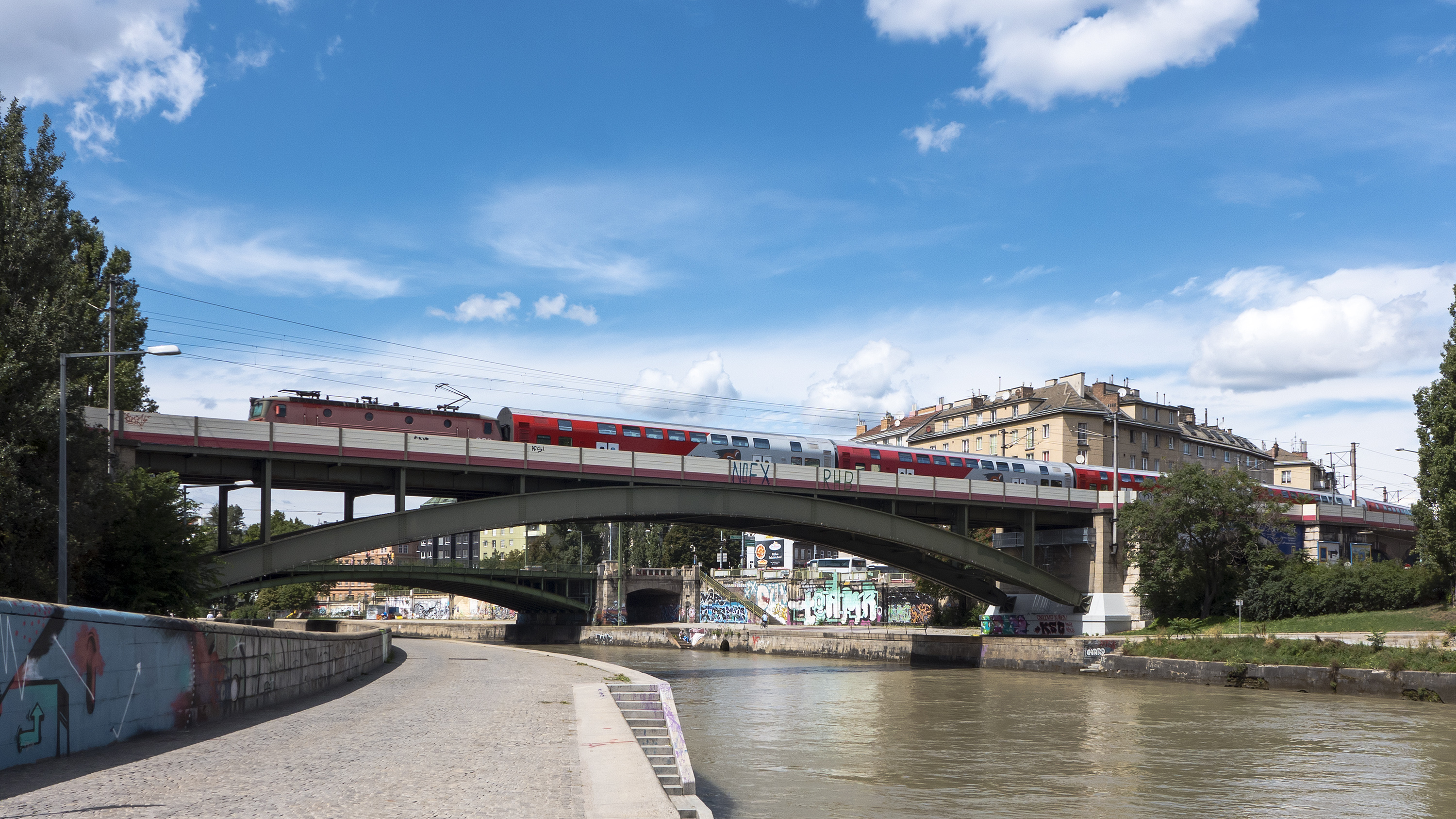
Die Verbindungsbahnbrücke mit einem Regionalzug

Die Verbindungsbahnbrücke überquert den Donaukanal in Wien und verbindet die Bezirke Landstraße und Leopoldstadt. Sie dient als Bestandteil der Verbindungsbahn dem Eisenbahnverkehr der S-Bahn-Stammstrecke.

## Lage

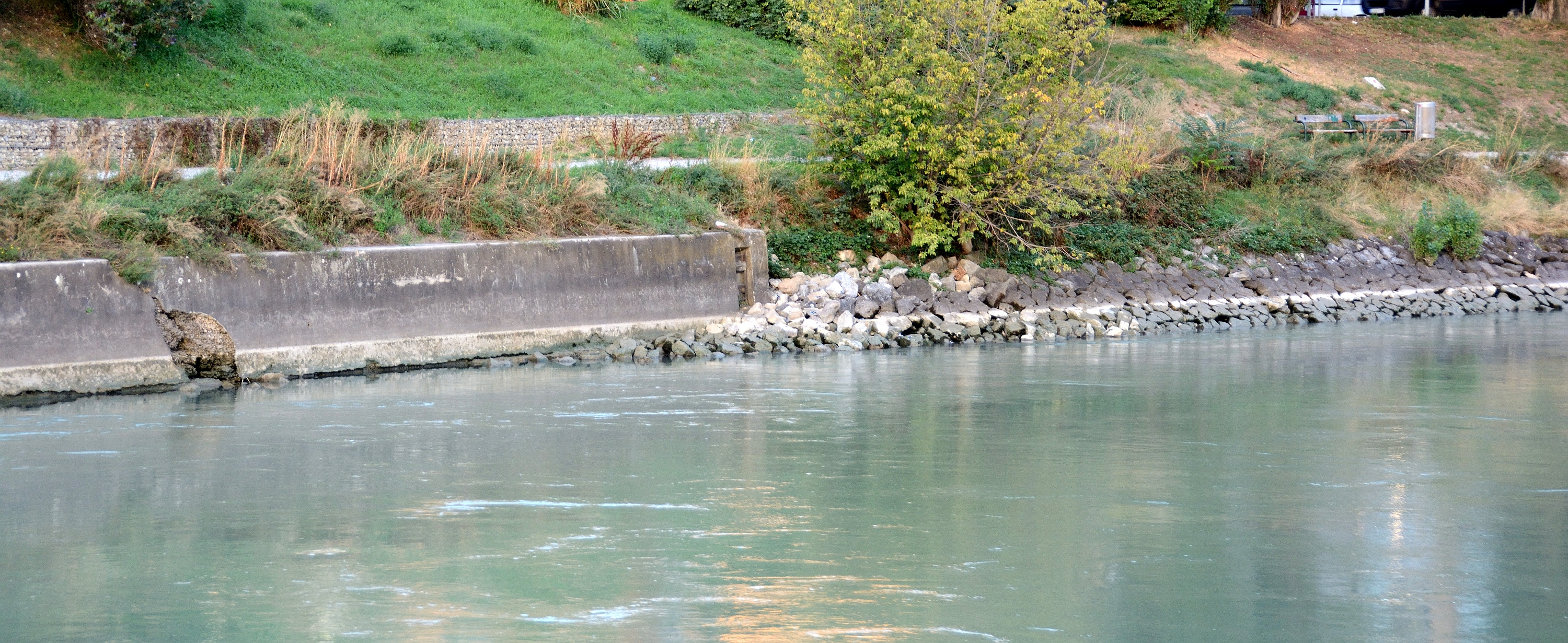
Donaukanalregulierung: Übergang vom Bereich der harten Verbauung zum Steinwurf

Die Verbindungsbahnbrücke liegt in unmittelbarer Nähe der Franzensbrücke und des Kunsthauses Wien. In ihrem Bereich endet die für den während der Donaumonarchie geplanten Ausbau des Donaukanals als Winter- und Handelshafen notwendige „harte“ Verbauung des Wasserlaufs und geht wieder in die mit Gras und Büschen bewachsene Uferböschung über.

## Geschichte

### 1859
Die Verbindungsbahn zwischen dem Süd- und Ostbahnhof sowie dem damaligen Nordbahnhof wurde von Carl von Ghega geplant. Die Bahn wurde am 18. Oktober 1857 zwischen dem Südbahnhof und dem heutigen Bahnhof Wien Mitte eröffnet. Die Weiterführung bis zum Nordbahnhof war aus militärischen Gründen sehr dringend. Daher wurde am 1. Juli 1859 eine eingleisige provisorische Holzbrücke in Betrieb genommen.

### 1859–1884
Die Verbindungsbahnbrücke wurde zwischen 1859 und 1860 erstmals in der Eisenbahngeschichte als Kettenbrücke nach dem System der versteiften Hängebrücken nach einem Patent von Friedrich Schnirch, einem Oberinspektor für Eisenbahnen im österreichischen Handelsministerium errichtet. Diese Brücke war schon vor ihrem Bau sehr umstritten. doch setzte sich Ghega, dessen Stellvertreter Schnirch war, sehr dafür ein.
Beim Belastungstest der zweigleisigen Brücke mit 83,445 Metern Spannweite am 25. August 1860 traten die Kräfte anders auf, als der Konstrukteur sie vorausgesehen hatte, sodass die Pylonköpfe, die die Ketten tragen sollten, der Belastung nicht standhielten und es zu Verwindungen der Brücke kam. Die Brücke lag dabei auf dem noch vorhandenen Lehrgerüst auf. Daraufhin wurden die Ketten nachgespannt und das Gerüst entfernt. Allerdings kam es bei einem neuerlichen Belastungstest mit zehn Lokomotiven wiederum zu einer Absenkung, die größer als vorgesehen war. Trotz dieser – laut Schnirch auf unzureichende Beurtheilung zurückzuführenden – Schwierigkeiten konnte der Verkehr, wie vorgesehen, am 2. September 1860 aufgenommen werden.
Es entbrannte ein Expertenstreit, der nicht immer fair geführt wurde. So verlangte Karl von Etzel, der die Südbahngesellschaft vertrat, bestimmte Garantien von der Staatsverwaltung, da die Verbindungsbahn inzwischen von verschiedenen Privatbahngesellschaften, darunter auch der Südbahn, betrieben wurde. Den zunehmenden Zuggewichten hielt die Brücke aber nicht stand, so dass ab 1880 trotz Zweigleisigkeit nur mehr ein Zug die Brücke befahren durfte, und auch das nur mit Geschwindigkeitsbeschränkung. Am 6. August 1884 befuhr der letzte Zug die Brücke, die anschließend abgetragen wurde.

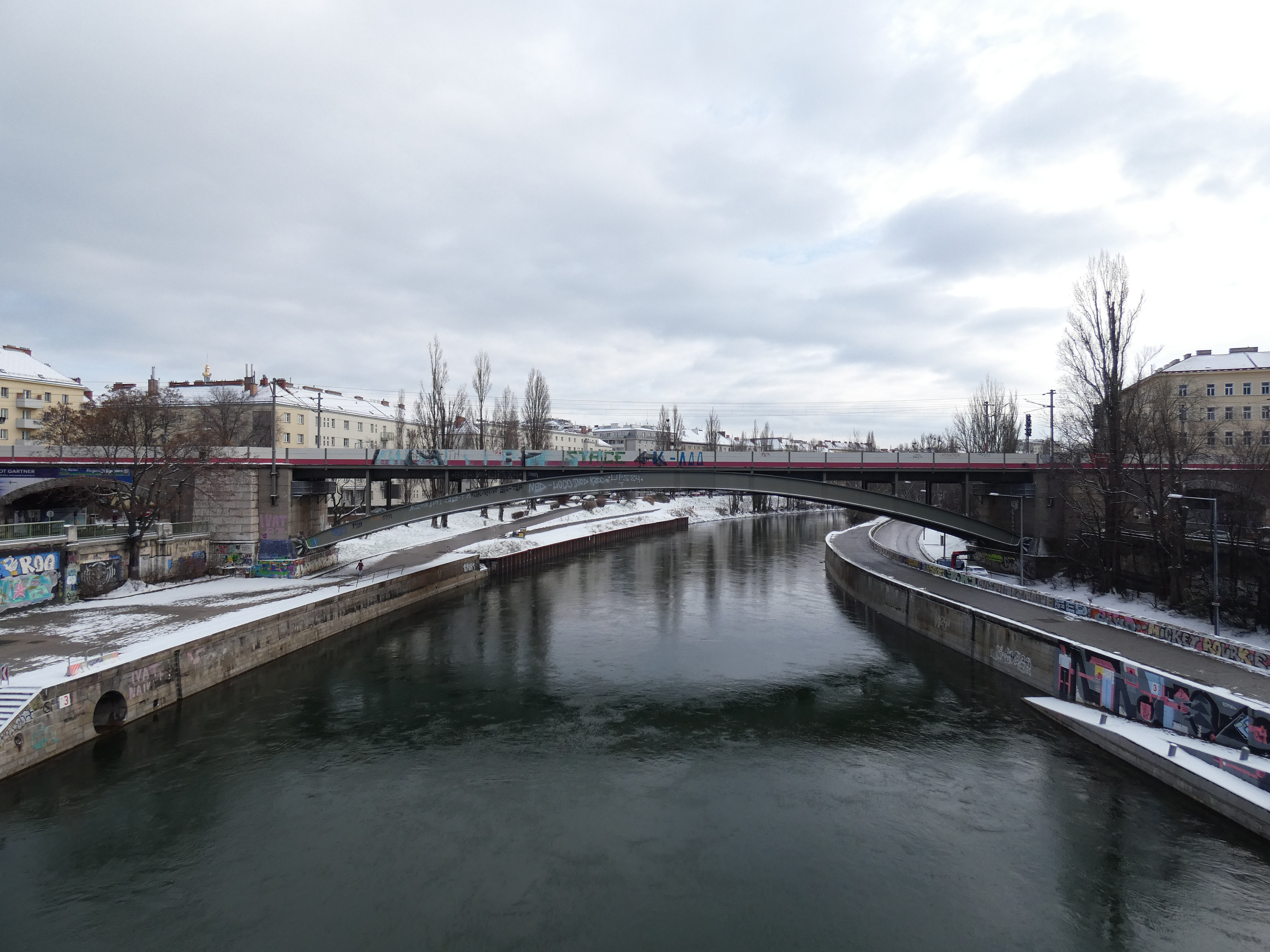
Von der Franzensbrücke aus betrachtet.

### 1884–1945
Bei der zweiten Verbindungsbahnbrücke handelte es sich um eine schmiedeeiserne Gitterfachwerkträger-Bogenbrücke mit oben liegendem Gleiskörper. Zur Erleichterung von später notwendigen Bauarbeiten bestand sie aus zwei einzelnen Tragwerken für jedes einzelne Gleis.
Nach der Stilllegung der alten Brücke wurde der Verkehr sieben Wochen lang eingestellt und in dieser Zeit die von August Friedrich Nathanael Köstlin und Anton Battig konstruierte Brücke errichtet. Da unterdessen der Donaukanal reguliert worden war, wurde zusätzliches Mauerwerk an den erhalten gebliebenen Stützwerken angebracht, so dass sich die Spannweite der neuen Brücke auf 69,6 Meter reduzierte. Die Eröffnung fand am 6. Dezember 1884 statt.
Im Streckenteil der Verbindungsbahn im 3. Bezirk bestand mehrere Jahrzehnte lang nahe dem Donaukanal die Haltestelle Wien Radetzkyplatz.
Während der Schlacht um Wien im April 1945 wurde die Verbindungsbahnbrücke gesprengt, wobei die Pfeiler erhalten blieben.

### 1945–1951
Die Rote Armee errichtete eine Behelfsbrücke auf Holzjochen. Der Betrieb wurde dort am 2. Mai 1951 eingestellt.

### 1952–heute
Die neue Verbindungsbahnbrücke wurde zwischen 1952 und 1953 errichtet. Bei ihr handelt es sich um eine 470 Tonnen schwere Stabbogenfachwerkträgerbrücke mit oben liegendem Gleiskörper. Sie wurde unter Verwendung der Pfeiler der Brücke von 1884 erbaut, der Entwurf und die Ausführung der Stahlbauarbeiten stammen von der VÖEST. Die Inbetriebnahme erfolgte am 17. Mai 1953.